# Heliamphora uncinata
Heliamphora uncinata este o specie de plante carnivore din genul Heliamphora, familia Sarraceniaceae, ordinul Ericales, descrisă de Nerz, Wistuba și Amp; A.Fleischm.. Conform Catalogue of Life specia Heliamphora uncinata nu are subspecii cunoscute.